# 陶钰玉
陶钰玉（1988年8月25日—），中国大陆流行音乐女歌手。早年参加过湖南卫视《春节联欢晚会》、《快乐大本营》等节目。2006年以T.R.Y组合成员身份出道，2007年该组合曾经因薪酬原因一度解散，之后陶钰玉便留在孔雀唱片单独发展。2009年发行首张个人专辑《深夜地下铁》。2012年，获得中国流行音乐十年巡礼“原创金曲”奖项。